# هوانگ هونگپین
هوانگ هونگپین (انگلیسی: Huang Hongpin؛ زادهٔ ۲۳ آوریل ۱۹۸۹) بازیکن بسکتبال زن اهل چین است.
وی در مسابقات کشوری و بین‌المللی در مجموع برندهٔ ۱ مدال طلا، ۱ مدال برنز شده‌است.